# Cristo de la Vera Cruz
Cristo de la Vera Cruz es una advocación de Cristo que puede corresponder a diferentes imágenes.
- Santísimo Cristo de la Vera Cruz (Las Palmas de Gran Canaria)
- Cristo de la Vera Cruz, titular de la Hermandad de la Vera Cruz (Sevilla), se encuentra en la Capilla del Dulce Nombre de Jesús (Sevilla).[2]
- Cristo de la Vera Cruz, titular de las Reales Cofradías Fusionadas (Málaga).
- Cristo de la Vera Cruz de Salteras (Provincia de Sevilla).
- Cristo de la Vera Cruz de la Hermandad de la Vera Cruz de Tocina, provincia de Sevilla.
- Cristo de la Vera Cruz de la Hermandad de la Vera Cruz de Olivares, provincia de Sevilla.
- Cristo de la Vera Cruz de la Hermandad de la Vera Cruz (Tomares), provincia de Sevilla, España.
- Cristo de la Vera Cruz de la Hermandad de los penitentes empalados de Jerez de los Caballeros, provincia de Badajoz, España.
- Cristo de la Vera Cruz de la Hermandad del Santísimo Cristo de la Vera Cruz del Puerto de Santa María, provincia de Cádiz, España.
- Cristo de la Vera Cruz de Carrión de los Céspedes
- Cristo de la Vera Cruz de Begijar, provincia de Jaén, España
- Cristo de la Vera Cruz de Urda, provincia de Toledo, España
- Cristo de la Vera Cruz de Alcalá de Guadaíra, provincia de Sevilla, España
- Cristo de la Vera Cruz de Consuegra, provincia de Toledo, España.Ermita del Santísimo Cristo de la Veracruz (Consuegra)